# Horton Claridge Allison
Horton Claridge Allison   (1846 - 1926) fou un organista i compositor londinenc.
Alumne de la Royal Academy of Music, destacà com a organista i compositor. Doctor en música per la Universitat de Dublín, les seves principals composicions són un concert per a piano i una col·lecció d'obres pedagògiques per a piano i orgue. També va compondre i publicar diverses obres vocals del gènere religiós, per a cor i veus diferents.